# Wandregesilus van Fontenelle

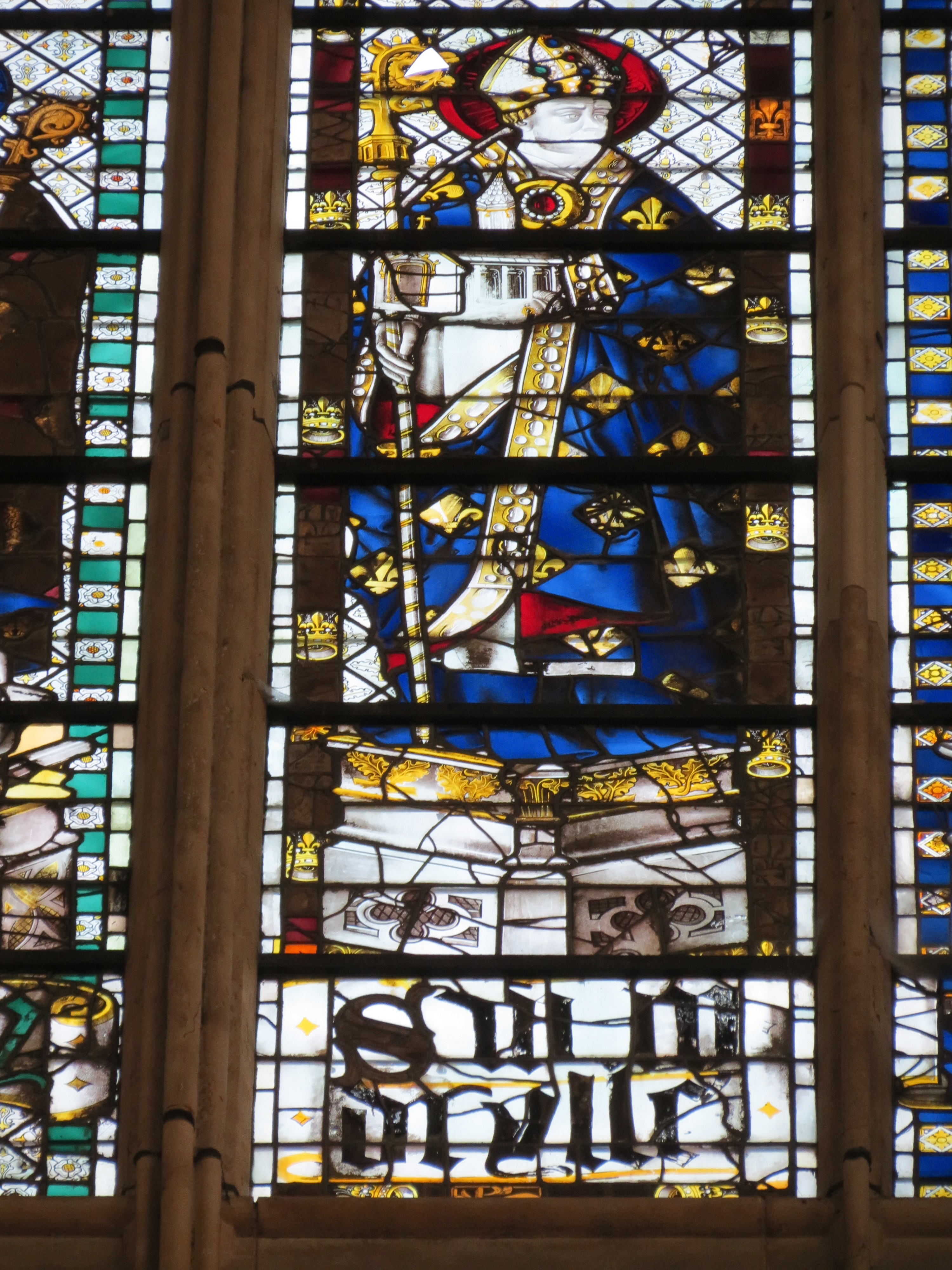
Sint-Wandregesilus op glas-in-loodraam in de Sint-Audoënuskerk te Rouen

Wandregesilus van Fontenelle (omstreeks 600, bij Verdun - 22 juli 668, Saint-Wandrille-Rançon) (Frans: Saint-Wandrille) is een rooms-katholiek heilige.

## Levensloop
Wandregesilus was telg van een adellijke familie uit Austrasië, hij was de kleinzoon van ene Waldrada, die de zuster zou zijn van Pepijn van Landen. Hij trad in de Abdij van Montfaucon-d'Argonne, nadat hij zijn bezittingen aan de armen had uitgedeeld. Na een droom vertrok hij omstreeks 635 naar de Abdij van Bobbio. In 635, toen zijn reputatie groeiende was, besloot hij Bobbio te verlaten en naar Ierland te reizen, maar vestigde zich in Romainmôtier-Envy, in de huidige Zwitserse Jura. Hier leefde hij tezamen met zijn vrienden Audoënus (Ouen) en Eligius, welke beiden later heilig verklaard zouden worden. Ouen werd in 641 gewijd tot bisschop van Rouen. Wandregesilus volgde Ouen en werd door Audomarus tot priester gewijd. Als zodanig fungeerde hij als missionaris in de omgeving van Rouen, waar de meeste mensen nog niet gekerstend waren.
Wandregesilus wenste echter weer in het kloosterleven te treden. Hij stichtte in 649 een Benedictijnerabdij in het woud van Jumièges, op een plaats die tegenwoordig Saint-Wandrille-Rançon wordt genoemd. De abdij staat bekend als Abdij van Fontenelle, die later als Abdij van Sint-Wandregesilus (Abbaye Saint-Wandrille de Fontenelle) bekend zou staan. In deze abdij is Wandregesilus ook gestorven.

## Heden
Relieken van Wandregesilus werden overgebracht naar de Sint-Pietersabdij te Gent.
Slechts één kerk in Vlaanderen is aan hem gewijd: de parochiekerk van de West-Vlaamse plaats Beerst. In Bollezele (Frans-Vlaanderen) is eveneens een kerk aan hem gewijd.